# Force India VJM02
A Force India VJM02 egy Formula–1-es versenyautó, amit a Force India tervezett és versenyeztetett a 2009-es Formula–1 világbajnokság során. Pilótái Adrian Sutil és Giancarlo Fisichella voltak, az év második felében pedig az utóbbi helyére beülő Vitantonio Liuzzi. Az 1994-es Sauber C13 óta ez volt az első Mercedes-motoros autó, amely nem McLaren volt.

## Áttekintés
Az autó tervezéséért Mike Gascoyne vezető technikai igazgató és Colin Kolles csapatfőnök feleltek, de a 2008-as idény végével mindkettejükkel szerződést bontott a Force India, mert konfliktusuk támadt a tulajdonossal, Vijay Mallyával. Ebben az évben lecserélték a Ferrari motorjait a Mercedes erőforrásaira, és a McLarentől kapták a váltót, valamint a hidraulikát is. Ezeknek köszönhetően a kasztnit több ponton újra kellett tervezni, mint például a felfüggesztést, az oldaldobozokat, és a hátsó aerodinamikai elemeket. Mivel ilyen hirtelen kellett elvégezni ezeket, a csapatnak fel kellett áldoznia valamennyit a tesztelésre rendelkezésre álló időből, de hittek benne, hogy a változtatásokkal csak jobb lesz az autó. Megváltozott a festés is: a fehér-vörös-arany színeket lecserélték fehér-zöld-narancsra, India zászlajának színeire.
Az új szabályok mentén megtervezett autó első szárnya szélesebb, hátsó szárnya keskenyebb lett, mint az előző évben, és jóval egyszerűbb aerodinamikai elemeket használt. Habár lehetőségük lett volna a kinetikus energia-visszanyelő rendszer (KERS) beépítésére, mely a fékezéskor keletkező energiát tárolta el és táplálta vissza, mégsem éltek a lehetőséggel.
A bahreini nagydíj után új padlólemezzel és diffúzorral kísérleteztek, de fejlesztettek az első szárnyon és az oldaldobozokon is. Az európai nagydíj után érkezett a második nagyobb fejlesztési csomag, ami remekül bevált, hiszen egy pole pozíciót, egy dobogót, és egy leggyorsabb kört is szereztek ezután.

## A szezon
A fejlesztések ellenére a Force India második teljes szezonja is ugyanolyan csapnivaló volt, mint az első. Mindössze kétszer szereztek pontot, a konstruktőri bajnokságban a kilencedik helyen végeztek. Ez a két pontszerzés viszont egészen rendkívüli volt: Fisichella a belga nagydíjon hatalmas meglepetésre pole pozíciót szerzett és a futamon is másodikként ért célba. Teljesítménye miatt a Ferrari a következő versenytől elvitte őt a sérüléséből lábadozó Felipe Massa pótlására és Liuzzi ült be helyette az olasz nagydíjtól, ahol Sutil a negyedik helyen végzett, és megfutotta a verseny leggyorsabb körét is.

## Eredmények
(Táblázat értelmezése)

(Félkövér: pole-pozícióból indult; dőlt: leggyorsabb kört futott) 

| Év   | Csapat                       | Motor              | Gumik | Pilóták    | 1   | 2   | 3   | 4   | 5   | 6   | 7   | 8   | 9   | 10  | 11  | 12  | 13  | 14  | 15  | 16  | 17  | Pontok | Helyezés |
| ---- | ---------------------------- | ------------------ | ----- | ---------- | --- | --- | --- | --- | --- | --- | --- | --- | --- | --- | --- | --- | --- | --- | --- | --- | --- | ------ | -------- |
| 2009 | Force India Formula One Team | Mercedes FO108W V8 | B     |            | AUS | MAL | CHN | BHR | ESP | MON | TUR | GBR | GER | HUN | EUR | BEL | ITA | SIN | JPN | BRA | ABU | 13     | 9.       |
| 2009 | Force India Formula One Team | Mercedes FO108W V8 | B     | Sutil      | 9   | 17  | 17† | 16  | KI  | 14  | 17  | 17  | 15  | KI  | 10  | 11  | 4   | KI  | 13  | KI  | 17  | 13     | 9.       |
| 2009 | Force India Formula One Team | Mercedes FO108W V8 | B     | Fisichella | 11  | 18  | 14  | 15  | 14  | 9   | KI  | 10  | 11  | 14  | 12  | 2   |     |     |     |     |     | 13     | 9.       |
| 2009 | Force India Formula One Team | Mercedes FO108W V8 | B     | Liuzzi     |     |     |     |     |     |     |     |     |     |     |     |     | KI  | 14  | 14  | 11  | 15  | 13     | 9.       |

- † – Nem fejezte be a futamot, de rangsorolva lett, mert teljesítette a versenytáv 90%-át.